# Cachoeira do Piriá
Cachoeira do Piriá is een gemeente in de Braziliaanse deelstaat Pará. De gemeente telt 19.630 inwoners (schatting 2022).

## Aangrenzende gemeenten
De gemeente grenst aan Nova Esperança, Viseu, Boa Vista (MA), Centro Novo (MA) en Junco (MA).